# Bremen (Ense)
Der vordem selbständige Ort Bremen ist ein Ortsteil und das kulturelle, wirtschaftliche und verwaltungsmäßige Zentrum der Gemeinde Ense im Kreis Soest, Regierungsbezirk Arnsberg, Nordrhein-Westfalen.

## Geschichte
Der Name soll von den im 6. und 7. Jahrhundert in die Gegend eingewanderten Sachsen mitgebracht worden, mithin sächsischen Ursprungs sein. Es gibt auch Hinweise auf keltische Wurzeln dieses Namens (siehe Brem-sur-Mer). Die oberhalb der Ruhr im Fürstenberg gelegene, von den Bewohnern der Umgebung im 8. Jahrhundert als Fliehburg benutzte Wallburg gilt als Beleg für eine sächsische Besiedlung.
Erstmals urkundlich erwähnt wurde Bremen 1081 bis 1089 im Zuge der vom Kölner Erzbischof Sigewin durchgeführten Inkorporierung der noch heute bestehenden Pfarrkirche in den St.-Georgs-Stift in Köln.  Während des Truchsessischen Krieges wurde Martin Schenk von Nideggen bei einer Schlacht auf der Haar am 2. März 1586 durch eine Musketenkugel, den sogenannten Arnsberger Meisterschuss, am Gesäß verwundet.

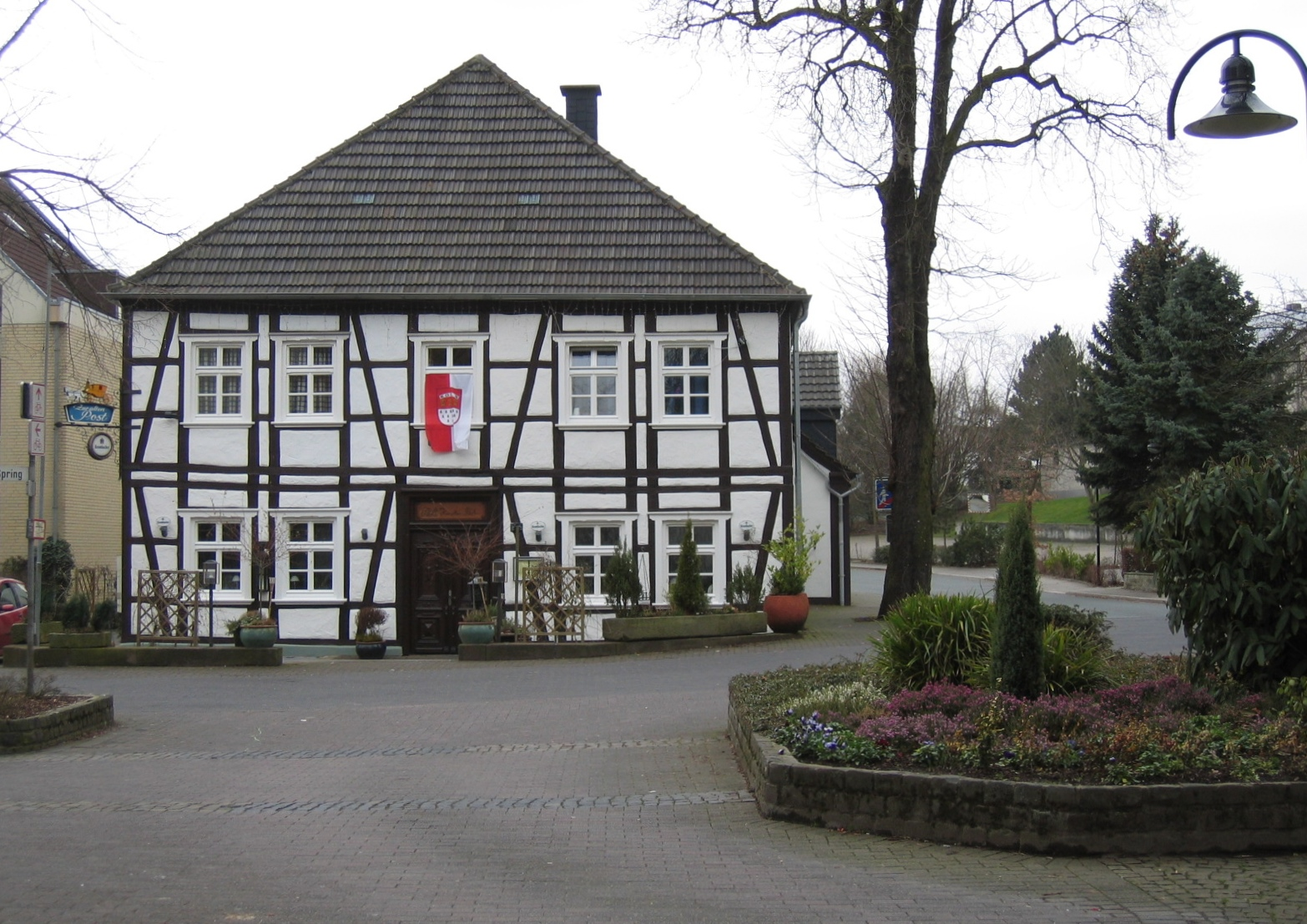
Gasthof „Zur Alten Post“ (ehemalige Poststation mit Stallungen und Bewirtung)

Mit der Christianisierung wurde Bremen zum kirchlichen und verwaltungsmäßigen Zentrum für die umliegenden Ortschaften. Das Kirchspiel Bremen, das früher zur Grafschaft Arnsberg gehörte, fiel 1368 durch Kauf und Schenkung an das Kurfürstentum Köln, kam 1803 zur Landgrafschaft Hessen-Darmstadt und war ab 1815 preußisch. Es wurde 1890 mit einigen weiteren Dörfern aus dem 1816 gebildeten Amt Körbecke herausgelöst und bildete mit ihnen das neue Amt Bremen.
Bremen wurde am 1. Juli 1969 durch das Soest-Beckum-Gesetz in die hierbei neu geschaffene Gemeinde Ense eingegliedert.
Heute ist Bremen mit seinem bis 1985 sanierten Ortskern das Zentrum der Gemeinde Ense. Ein ortsbildprägendes Gebäude ist die Pfarrkirche St. Lambertus. In einem verkehrsberuhigten Bereich neben dem 1983 erbauten Rathaus sind Einzelhandelsgeschäfte und Handwerksbetriebe sowie Banken, Ärzte und eine Apotheke angesiedelt. Dort befindet sich auch das Jugendheim, welches Treffpunkt der Jugendlichen von Bremen, Ruhne und Parsit ist.